# Bathygobius albopunctatus
Bathygobius albopunctatus är en fiskart som först beskrevs av Valenciennes, 1837.  Bathygobius albopunctatus ingår i släktet Bathygobius och familjen smörbultsfiskar. Inga underarter finns listade.